# Oxid uhličitý
Oxid uhličitý (dříve kysličník uhličitý) je bezbarvý plyn bez chuti a zápachu; při vyšších koncentracích může mít v ústech slabě nakyslou chuť. Je těžší než vzduch. V pevném skupenství je znám také jako suchý led. Jeho molekula je tvořena jedním atomem uhlíku a dvěma atomy kyslíku.

## Objevení a popis
Oxid uhličitý byl první chemickou sloučeninou, která byla popsána jako plyn odlišný od vzduchu. V 17. století vlámský chemik Jan Baptist van Helmont zjistil, že při spalování dřevěného uhlí v uzavřené nádobě je váha zbylého popele menší než hmotnost spalovaného uhlí. Vysvětlil to přeměnou části uhlí na neviditelnou substanci, kterou nazval „spiritus sylvestre“.
V polovině 18. století studoval vlastnosti tohoto plynu podrobněji skotský lékař Joseph Black. Zjistil, že zahříváním vápence, nebo jeho reakcí s kyselinami vzniká plyn, který nazval „fixovatelný vzduch“ („fixed air“), protože jej bylo možno vázat silnými zásadami (například hydroxidem vápenatým). Zjistil také, že je těžší než vzduch. Potvrdil, že na rozdíl od vzduchu nepodporuje hoření a živé organismy v něm hynou. Vázání na hydroxid vápenatý použil k důkazu, že je ve vydechovaném vzduchu a také, že se uvolňuje při procesu kvašení.

## Vznik, příprava a výroba
Vzniká reakcí uhlíku s kyslíkem (spalováním):
C + O2 → CO2,
hořením oxidu uhelnatého (například svítiplynu):
2 CO + O2 → 2 CO2,
nebo organických látek, například methanu:
CH4 + 2 O2 → CO2 + 2 H2O,
a to vždy za vývinu značného množství tepla. Podobnými reakcemi můžeme popsat i spalování fosilních paliv a biomasy. Je také produktem dýchání většiny živých organismů, kde je spolu s vodou konečným produktem metabolické přeměny živin obsažených v potravě.
V laboratoři se většinou připravuje reakcí uhličitanů, především uhličitanu vápenatého se silnými kyselinami například chlorovodíkovou:
CaCO3 + 2 HCl → CO2 + CaCl2 + H2O.
Průmyslově se vyrábí tepelným rozkladem (žíháním) vápence (uhličitanu vápenatého):
CaCO3 → CaO + CO2.
Po chemické stránce je oxid uhličitý velice stálý a ani při velmi vysokých teplotách nad 2 000 °C se znatelně nerozkládá. Ve vodě se snadno rozpouští, přičemž se z malé části slučuje s vodou na kyselinu uhličitou:
CO2 + H2O ⇌ H2CO3.

### Biomasa
Kromě spalování biomasy či bioplynu, vzniká oxid uhličitý také během kompostování.
Část organické hmoty zůstává v půdě a na povrchu půdy, jako posklizňové, nebo potěžební zbytky. V průběhu kompostování a anaerobní digesce je velká část organické hmoty přeměněna na hmotu s vysokým podílem humusových látek. Tímto procesem velký podíl uhlíku zůstává dlouhodobě fixován v humusu, který zlepšuje vlastnosti půdy, jako např. vzdušnost, schopnost zadržovat vodu. Půda, která obsahuje více humusu, má lepší vlastnosti pro pěstování, tím dochází k vyšším výnosům plodin a i intenzivnější asimilaci CO2 během fotosyntézy.

## Významné reakce

Horní koláčový graf ukazuje složení suchého vzduchu. Oxid uhličitý představuje azurový podíl dolního grafu

Oxid uhličitý reaguje se silnými hydroxidy za vzniku solí, které se vyskytují ve dvou formách, jako uhličitany a hydrogenuhličitany (starším názvem kyselé uhličitany); například s hydroxidem sodným vzniká buď hydrogenuhličitan sodný:
CO2 + NaOH → NaHCO3,
nebo při větším množství hydroxidu uhličitan sodný:
CO2 + 2 NaOH → Na2CO3 + H2O.
V zelených rostlinách je oxid uhličitý asimilován v procesu zvaném fotosyntéza za katalytického působení chlorofylu a dodávky energie ve formě světelných kvant na monosacharidy podle celkové rovnice:
6 CO2 + 6 H2O → C6H12O6 + 6 O2.
Spalování sacharidů v těle živočichů (i rostlin v noci) je chemickým procesem právě opačným, stejně tak kvašení cukrů působením kvasinek.
Při geologickém vývoji planetárních těles hraje v chemismu oxidu uhličitého významnou roli rovnováha mezi oxidem uhličitým a oxidem křemičitým v kompetici o vápník podle vztahu:
CaCO3 + SiO2 ⇌ CO2 + CaSiO3.
Za běžných teplot panujících na Zemi je tato rovnováha posunuta téměř úplně vlevo, takže velké množství oxidu uhličitého je vázáno v uhličitanových horninách. Stoupne-li teplota zhruba nad 350 °C, rovnováha se vychýlí téměř úplně vpravo a oxid křemičitý vytěsní z hornin oxid uhličitý, který přejde do atmosféry. Tímto mechanismem se vysvětluje velmi hustá atmosféra planety Venuše, složená převážně z oxidu uhličitého.
Při ochlazení pod −80 °C mění plynný oxid uhličitý svoje skupenství přímo na pevné (desublimuje) za vzniku bezbarvé tuhé látky, nazývané suchý led.
Oxid uhličitý je nedýchatelný a ve vyšších koncentracích může způsobit ztrátu vědomí a smrt. Naruší totiž uhličitanovou rovnováhu v krvi a způsobí tak acidosu. Stejně tak ovšem pokles pod jeho normální koncentraci může způsobit alkalosu.

## Výskyt v přírodě

Fázový diagram oxidu uhličitého

Atmosférické koncentrace CO_{2} měřené na observatoři Mauna Loa v letech 1958–2022 (nazývané také Keelingova křivka). Koncentrace oxidu uhličitého se v průběhu 4,54 miliardy let trvající historie Země značně měnily. V roce 2013 však průměrná denní koncentrace CO_{2} v atmosféře překročila 400 ppm – této úrovně nebylo nikdy dosaženo od poloviny pliocénu, tedy před 2 až 4 miliony let.

Oxid uhličitý je běžnou součástí zemské atmosféry, přičemž jeho koncentrace (průměrně 0,040 % v roce 2013) v ovzduší kolísá v závislosti na místních podmínkách, na výšce nad povrchem a relativní vlhkosti vzduchu v ovzduší. V důsledku zejména průmyslových emisí jeho průměrná koncentrace ve vzduchu stále roste (viz odstavec „Vliv oxidu uhličitého na globální oteplování“). V půdě je ho celkem 2× více než v atmosféře a v oceánu zhruba 50× více než v atmosféře.
Lokálně velmi vysoká koncentrace je v místech jeho výronu sopečných plynů ze země ve vulkanicky aktivních oblastech a v některých přírodních minerálních vodách. Vzhledem k tomu, že je těžší než vzduch, může se v takových místech hromadit a představovat nebezpečnou past pro zvířata i lidi. V oblastech, kde se vulkanický oxid uhličitý postupně uvolňuje do vodních ploch (jezer), může při seismické aktivitě dojít k náhlému uvolnění a „zaplavení“ okolní krajiny jedovatým nedýchatelným plynem (katastrofa u jezera Nyos). Ročně tak vulkanické aktivity dodávají do ovzduší Země přibližně 130 až 230 milionů tun, což představuje řádově jen 1 až 2 % produkce CO2 lidstvem.
Oxid uhličitý byl také nalezen v mezihvězdném prostoru. Je hlavní složkou atmosfér planet Venuše a Mars. Spektroskopicky byl prokázán i v řadě komet.

### Výskyt oxidu uhličitého v atmosféře a změna klimatu způsobená člověkem
Oxid uhličitý je přirozeně se vyskytující stopový plyn v zemské atmosféře, který ovlivňuje klima; jeho koncentrace v atmosféře se od začátku průmyslové revoluce zvyšuje, zejména v důsledku spalování fosilních paliv. Údaje z ledových jader ukázaly, že hladina CO2 v atmosféře se za posledních 420 000 let až do nástupu industrializace v polovině 19. století pohybovala v rozmezí od 190 ppm v době vrcholící doby ledové po 280 ppm v teplých obdobích.
S industrializací došlo v důsledku lidské činnosti k prudkému nárůstu obsahu oxidu uhličitého v atmosféře, který pokračuje i nadále. Mezi lety 1750–1958 (začátek systematických měření Charlese Davida Keelinga) se koncentrace CO2 nejprve mírně zvýšila na 315 ppm, poté do roku 2015 vzrostla na 401 ppm. Dne 9. května 2013 překročila koncentrace hranici 400 ppm (0,04 % objemu celkového plynného obalu Země), dle měření americkým Národním úřadem pro oceán a atmosféru (NOAA) na Mauna Loa (Havaj) jako místní denní průměr. Měsíční globální průměr měřený NOAA poprvé překročil 400 ppm v březnu 2015 a v únoru 2018 tato hodnota činila 408 ppm. Údaje za rok 2017 ukazují novou rekordní hodnotu 405,5 ppm, což je o 46 % více než v předindustriálním období. V roce 2018 bylo opět dosaženo nové rekordní hodnoty 407,8 ppm. Hlavními zdroji je spalování fosilních paliv pro výrobu energie a v průmyslovém sektoru. V mnohem menší míře se na tomto nárůstu podílí také uvolňování oxidu uhličitého uloženého v půdě a lesích v důsledku změn ve využívání půdy, jako je odlesňování. V roce 2014 se na celkových emisích skleníkových plynů způsobených člověkem (měřeno v ekvivalentech oxidu uhličitého) podílela spotřeba energie a průmyslové využívání fosilních paliv ze 70 % a využívání půdy z 5 %.
Celková hmotnost oxidu uhličitého v atmosféře je přibližně 3 000 Gt, tedy asi 800 Gt uhlíku (poměr molárních hmotností CO2 a C je zaokrouhleně 44:12). Koncentrace se mění sezónně a lokálně, zejména v blízkosti země. V městských oblastech je koncentrace obecně vyšší; v interiérech může být koncentrace až desetkrát vyšší než průměrná hodnota.
Oxid uhličitý pohlcuje část tepelného záření (infračervené záření), zatímco kratší vlny slunečního záření mohou procházet téměř bez překážek. Absorpční těleso také vyzařuje v závislosti na své teplotě. Díky těmto vlastnostem patří oxid uhličitý mezi tzv. skleníkové plyny. Oxid uhličitý je po vodní páře druhým nejúčinnějším skleníkovým plynem podle jeho množstevního podílu, i když specifická účinnost methanu a ozonu je vyšší. Všechny skleníkové plyny společně zvyšují průměrnou teplotu na zemském povrchu z přibližně −18 °C na +15 °C díky přirozenému skleníkovému efektu. Oxid uhličitý má na celkovém efektu poměrně velký podíl a přispívá tak k životu příznivému klimatu Země.
Obsah oxidu uhličitého v zemské atmosféře v průběhu historie Země z různých biologických, chemických a fyzikálních důvodů značně kolísal. Před 500 miliony let byla koncentrace oxidu uhličitého nejméně desetkrát vyšší než v současnosti. Následně se koncentrace CO2 neustále snižovala, v průměru se pohybovala kolem 300 ppm přibližně před 300 miliony let během permokarbonské doby ledové, na přechodu z karbonu do permu a krátce klesla na minimum pravděpodobně 100 ppm v raném permu. Během druhohor se hladina CO2 většinou pohybovala mezi 1 000 a 2 000 ppm, aby po klimatickém optimu na počátku eocénu až do začátku kenozoické doby ledové před zhruba 34 miliony let klesl hluboko pod 1 000 ppm v moderní éře Země.
Po dobu nejméně 800 000 let byla hladina oxidu uhličitého vždy nižší než 300 ppm. Koncentrace oxidu uhličitého za posledních 10 000 let zůstala relativně konstantní na úrovni 300 ppm. Bilance koloběhu oxidu uhličitého tak byla v tomto období vyrovnaná. S nástupem industrializace v 19. století se zvýšilo množství oxidu uhličitého v atmosféře. Současná koncentrace je pravděpodobně nejvyšší za posledních 15 až 20 milionů let. V období 1960 až 2005 se obsah oxidu uhličitého zvyšoval v průměru o 1,4 ppm ročně.V roce 2017 činil desetiletý průměrný nárůst něco málo přes 2 ppm ročně. Keelingova křivka ukazuje nárůst koncentrace oxidu uhličitého.
Antropogenní, tj. člověkem způsobené, emise oxidu uhličitého dosahují přibližně 36,3 Gt ročněa představují jen malý zlomek oxidu uhličitého, který pochází převážně z přírodních zdrojů, a to přibližně 550 Gt ročně. Jelikož však přírodní propady uhlíku pohlcují stejné množství CO2, zůstávala koncentrace oxidu uhličitého před industrializací relativně konstantní. Přibližně polovina dodatečného oxidu uhličitého je pohlcena biosférou a polovina oceány (což vede k jejich okyselení), takže nyní pohlcují více oxidu uhličitého, než uvolňují. V důsledku toho dochází od roku 1982 k občasnému „zezelenání“ Země (index listové plochy), jak dokládají satelitní data NASA, avšak novější údaje naznačují, že toto zezelenání, pozorované až do konce 20. století, se následně zastavilo. Druhá polovina vypouštěného oxidu uhličitého zůstává v atmosféře a vede k měřitelnému nárůstu jeho koncentrace, což poprvé prokázal Charles Keeling na počátku 60. let 20. století, kdy po něm byla pojmenována Keelingova křivka.
Šestá hodnotící zpráva IPCC, která byla vydána v srpnu 2021 potvrdila vědecké výzkumy, které ukazují, že antropogenní emise CO2 jsou zcela zásadní příčinou globálního oteplování.

### Výskyt v oceánech
Oceánská voda obsahuje oxid uhličitý v rozpuštěné formě a jako kyselinu uhličitou v rovnováze s hydrogenuhličitany a uhličitany. Množství rozpuštěného oxidu uhličitého se mění v závislosti na ročním období, protože závisí na teplotě a slanosti vody: ve studené vodě se rozpouští více oxidu uhličitého. Protože studená voda má vyšší hustotu, voda bohatá na oxid uhličitý klesá do hlubších vrstev. Pouze při tlaku nad 300 barů a teplotě nad 120 °C (393 K) je tomu naopak, například v blízkosti hlubokých geotermálních pramenů.
V oceánech je přibližně 50krát více uhlíku než v atmosféře. Oceán funguje jako hlavní pohlcovač uhlíku, který pohlcuje přibližně třetinu oxidu uhličitého uvolněného lidskou činností. V horních vrstvách oceánů je částečně pohlcován fotosyntézou. Se zvyšujícím se obsahem oxidu uhličitého se snižuje alkalita slané vody, což se označuje jako okyselování oceánů, které bude mít velmi pravděpodobně negativní důsledky pro mořské ekosystémy. Mnoho mořských organismů je citlivých na kolísání kyselosti oceánů; okyselení v historii Země vedlo k hromadnému vymírání a prudkému poklesu biologické rozmanitosti ve světových oceánech. Postiženy jsou zejména organismy, které si vytvářejí struktury uhličitanu vápenatého, protože ten se s rostoucí kyselostí oceánů rozpouští. Za zvláště ohrožené jsou považováni koráli, mlži a ostnokožci, jako jsou hvězdice a mořští ježci.
Vědci mají obavy, že to bude mít negativní dopad na tvorbu lastur mlžů. Již dnes jsou tyto účinky patrné na korálových útesech a některých ústřicových farmách; s rostoucí acidifikací se očekávají závažnější ekologické důsledky. Na druhou stranu existují důkazy, že zvýšená koncentrace oxidu uhličitého stimuluje některé druhy k větší produkci lastur mlžů.

## Využití
Oxid uhličitý je průmyslově lehce dostupný plyn. Využívá se jako:
- chemická surovina pro výrobu:
  - anorganických uhličitanů
  - polykarbonátů
  - polyuretanů
  - karbamátů
  - isokyanátů
  - a jiných organických sloučenin
- hnací plyn a ochranná atmosféra pro potravinářské účely, označen jako konzervant E290
- součást perlivých/sycených nápojů, což ovlivňuje i vnímání jejich chuti[35]
- náplň sněhových hasicích přístrojů
- chladicí médium (suchý led)
- v medicíně se přidává (do 5 %) ke kyslíku pro zvýšení efektivity dýchání
- hnojivo v akvaristice[36]
- CO2 kanony (speciální efekty)
- extrakce silic
- hromadná likvidace („vybíjení“) některých druhů zvířat[37]

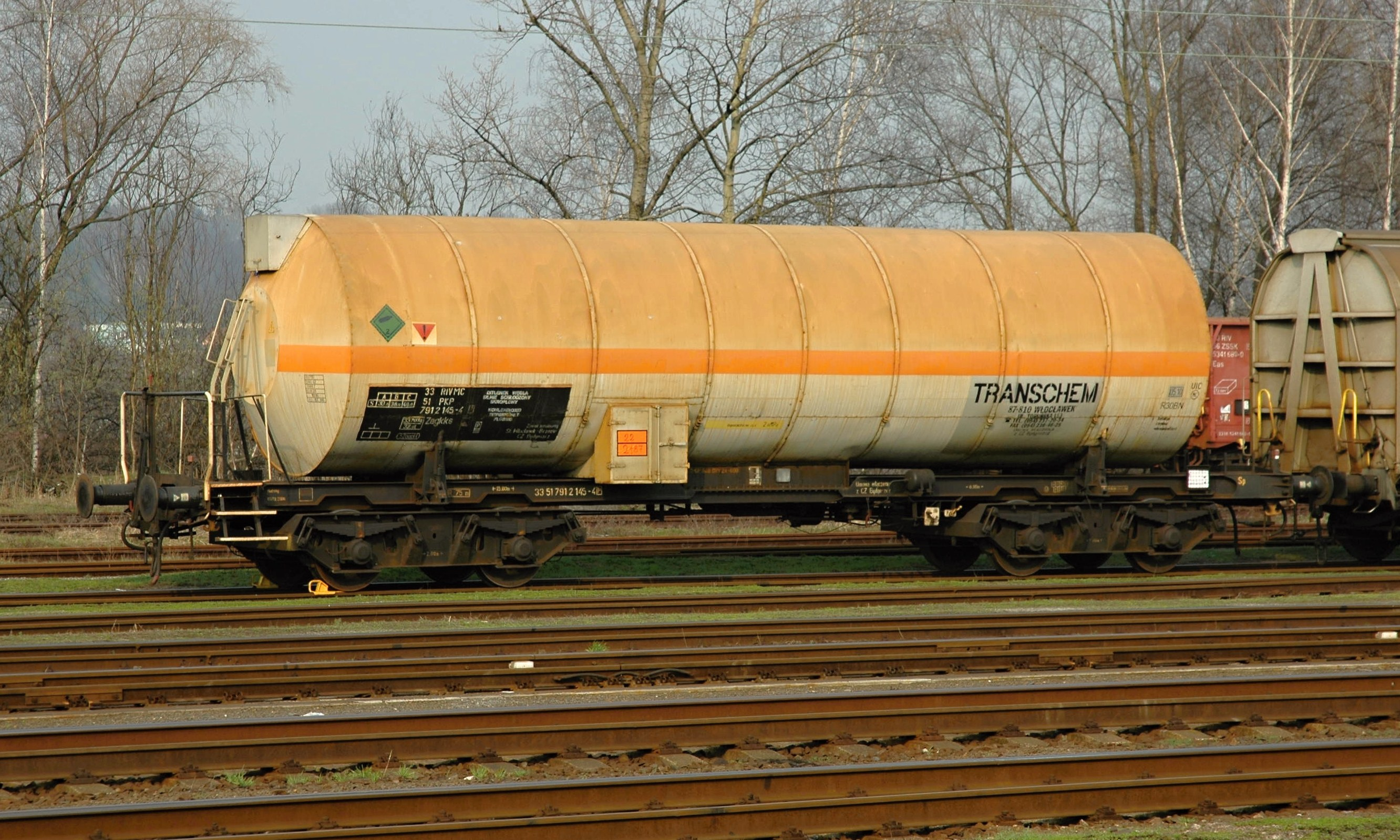
Železniční vůz přepravující zkapalněný oxid uhličitý

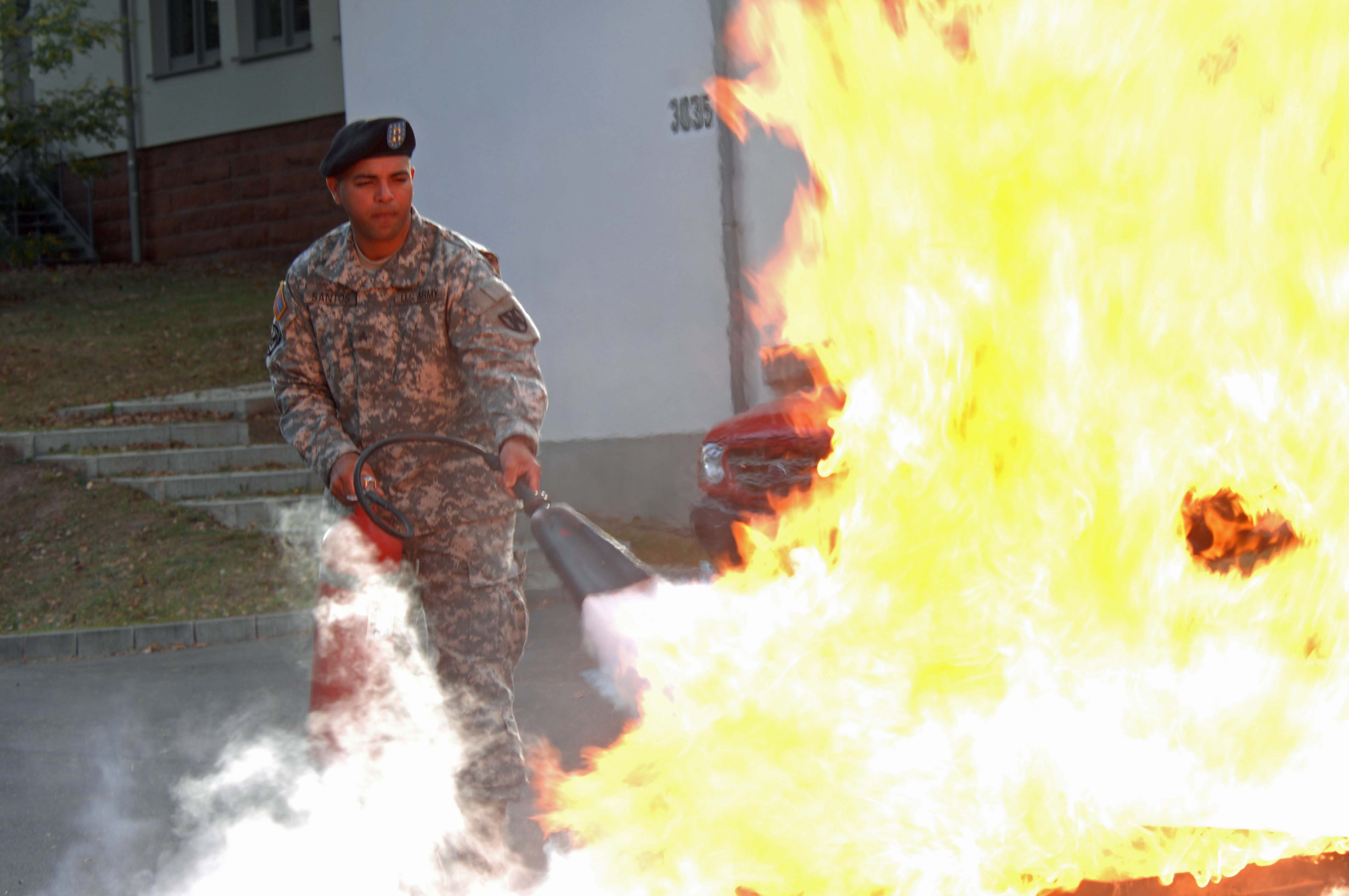
Využití CO_{2} jako hasicího přípravku

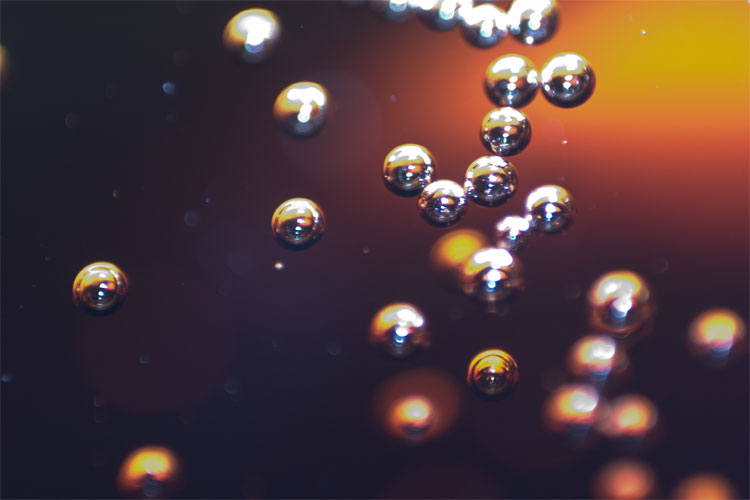
Bublinky oxidu uhličitého v nápoji

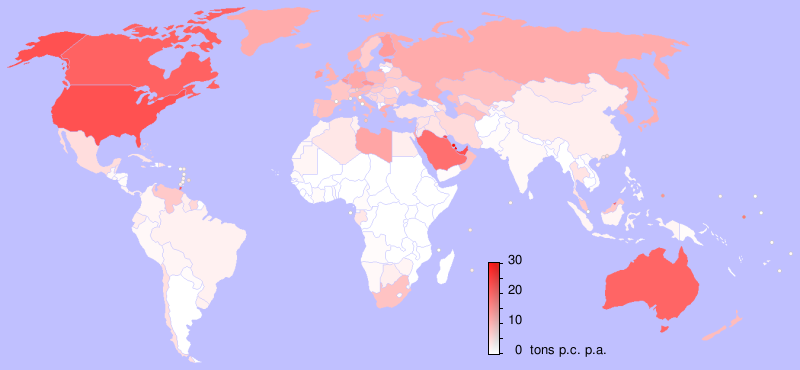
Emise oxidu uhličitého na obyvatele v tunách za rok (rok 2000).

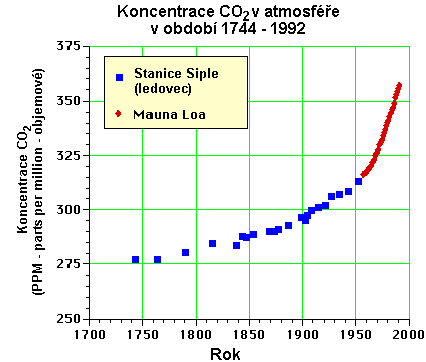
Koncentrace CO_{2} v atmosféře od roku 1740 (proxy data a následně instrumentální data).

Současná koncentrace CO_{2} na Mauna Loa, která obsahuje sezónní výkyvy na daném místě.

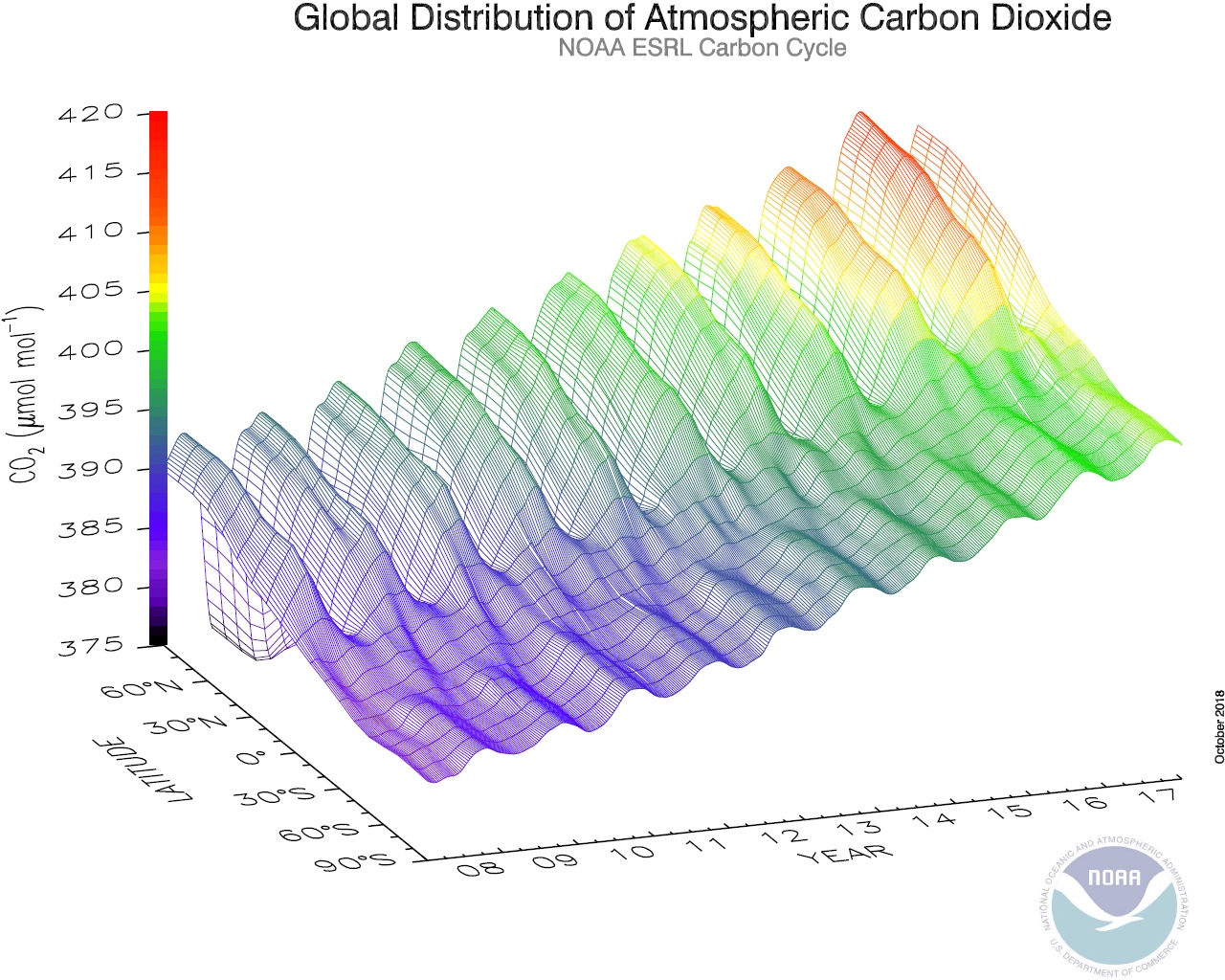
Změna koncentrace v závislosti na zeměpisné šířce určené z odlehlých stanic na moři.

## Jímání CO2

### Oceány: Výzkumný program CarboOcean
Velkým úložištěm CO2 jsou moře a oceány, dne 1. ledna 2005 byl zahájen výzkumný program CarboOcean. Cílem programu bylo zjistit, kdy a za jakých podmínek může dojít k naplnění tohoto rezervoáru. Voda je pro CO2 stejně jímavá jako vzduch. S rostoucí koncentrací CO2 ve vzduchu, jímají přebytky oceány a pomáhají udržovat rovnováhu. Díky proudění mořské vody k pólům dochází k ochlazování vody, jejímu houstnutí a klesání ke dnu. Což lze přirovnat k velkému tepelnému výměníku. Tento princip označili vědci za mechanickou pumpu. Rozpuštěný uhlík je v mořské vodě je využit fytoplanktonem, kdy dochází k fotosyntéze. Fytoplankton je základní článek v potravním řetězci mořských živočichů. Zde jde o princip, který označili vědci za biologickou pumpu. Část CO2 se z mořských organismů postupně, v řádu dnů, měsíců, vrátí zpět do atmosféry. Přibližné desetina vzniklé organické hmoty klesá ke dnu, kde tvoří sediment a dno, ve kterém je uhlík uložen tisíce roků. 
Výzkumný program probíhal v severní část Atlantiku, vč. Arktického oceánu a v Jižním oceánu. Zde vědci přišli na to, že dochází ke slábnutí biologické pumpy. To je přičítáno nedostatku železa. Od roku 1963 probíhají experimenty, které potvrzují, že ke zvýšení aktivity fytoplanktonu v jímání CO2 pomůže přidání malého množství železa do mořské vody. Podle ředitele expedice KEOPS (Kerguelen Ocean and Plateau compared Study), která prováděla srovnávací pokusy, zde zůstává značný prostor pro pochybnosti.
Výsledky, i dílčí, využívají komerční organizace. Organizace Planktos, která využila možnosti vydělávat na prodeji povolenek získaných zalesňováním v tradingu emisí skleníkových plynů, hodlá rozšířit aktivity o zahájení přihnojování moří železem. Vědci jsou skeptičtí, protože doposud není ověřen vliv na mořské organismy. Podle poznatků KEOPS je efekt umělého dodávání železa v mořském ekosystému podstatně odlišný od efektů železa vzniklého v přírodních podmínkách.
Vliv na jímavost mořské vody má i její kyselost. Chemický vzorec: CO2 + H2O = [[H2CO3]] (kyselina uhličitá) platí i pro mořskou vodu. Před průmyslovou revolucí bylo pH oceánů 8,16 a dnes je 8,05. Pokud by došlo k poklesu zásaditosti, tedy pod hodnotu pH 7,60, mělo by to vliv na život mnoha mořských organismů, zejména korýšů s vápníkovou skořápkou. Tedy i vliv na potravní řetězec.

### V technologických procesech

#### Potravinářství
Pivovary Prazdroj a Gambrinus využívají technologické zařízení, které umožňuje zpětné jímání oxidu uhličitého, který vzniká při kvašení a výrobě piva. Pivovary opětovným užitím plynu ušetřily ročně téměř 300 tun CO2, který by se jinak musel vyrobit z fosilních zdrojů s vedlejším efektem vzniku dalších emisí. Tento projekt snížil uhlíkovou stopu výroby piva od roku 2006 do 2011 o 20%.

#### Tepelná energetika (fosilní elektrárny)
Švédský energetický koncern Vattenfal Europe v roce 2008 ohlásil, že postaví v braniborském Sprembergu uhelnou elektrárnu se zařízením na ukládání CO2 pod zemí (technologie CCS). Zkušební provoz a výstavba prvních „regulérních“ elektráren, které budou vybaveny touto technologií má být do roku 2015. Sériová výstavba má probíhat od roku 2020. V polovině září 2008 vyhlásila Evropská komise veřejnou soutěž na stavbu vlastního zařízení, na němž chce jímání a skladování CO2 v podzemí testovat.
Odlučování a ukládání oxidu uhličitého je jednou z technologií, která by měla řešit emise z fosilních elektráren. S dalším využitím CO2 je počítáno v technologii power-to-gas. Kdy z elektřiny získané z obnovitelných zdrojů se elektrolýzou vody vyrobí vodík, který po sloučení s CO2 vytvoří metan. Ocelářský gigant ArcelorMittal v roce 2016 zprovoznil v Gentu zařízení, které oxidu uhelnatý, vzniklý při výrobě železa přetváří na etanolové palivo pro automobily. Běžně se tento plyn spaluje, a vypouští tak CO2.
V roce 2017 bylo postaveno a zprovozněno první zařízení s technologií CCS. Jedná se o zařízení texaské energetické společnosti NRG Energy, resp. jde o odlučovač CO2 na jednom z bloků elektrárny Petra Nova s výkonem 240 megawattů. Náklady na stavbu zařízení v Petra Nova byly v přepočtu na kilowatt 4167 dolarů. To je 2x více, než stavba nové solární elektrárny. Skeptici proto upozorňují, že z ekonomických důvodů nemá technologie CCS možnosti pro další celosvětové rozšiřování. Podle současných zkušeností NRG Energy lze další zařízení postavit o 1/3 levněji. Dalších 17 menší zařízení se používá na ropných vrtech. Zde jde zatím o nerentabilní provoz. Těžba ropy spolu s jímáním CO2 je rentabilní při ceně 75 dolarů za barel. Předčasně byl ukončen projekt americké elektrárny Kemper, která měla plánovaný výkon 582 megawattů, a ve které se měl CO2 separovat při zplynování hnědého uhlí. Energetická společnost Mississippi Power investici ukončila, když se proti původnímu rozpočtu projekt prodražil ze dvou na sedm miliard dolarů.
V roce 2018 byly ve výstavbě zařízení v Číně (zplynovací elektrárna Yanchang a elektrárna Haifeng v Kantonu), Austrálii a Kanadě. Kapacita těchto zařízení je šest milionů tun CO2, dle analýzy Global CCS Institute. To odpovídá emisím, které vypustí Česko za zhruba dvacet dnů.
Do roku 2040 by mělo být toto zařízení u každé uhelné elektrárny s výkonem nad 210 tisíc megawattů, především v Číně a USA.

### Z atmosféry
V roce 2015 společnost Carbon Engeneering Ltd. uvedla, že vyvinula zařízení, které umožňuje odsátí CO2 z ovzduší. První přístroj této společnosti byl instalován na univerzitě v Calgary. Zařízení o velikosti kamiónu umožňuje odstranit 80 % CO2. Denní kapacita je kapacita 100 kg CO2, to odpovídá provozu 14–15 automobilů. Další, demonstračního, zařízení je umístěno v Squamish v Britské Kolumbii. Spolu s týmem vědců na tomto zařízení pracoval David Keith, profesor na Harvard University School of Engineering a výkonný předseda Carbon Engineering. Podle vědeckého týmu je zde značný efekt: „Výstavba potřebného počtu stromů by vyžádala přeměnu velkého množství hospodářské půdy. Absorpce dostatečného množství CO2 by si vyžádala 1000krát větší plochu stromového porostu než zabírá plocha absorpčního zařízení.“
Princip technologie: Vzduch je nasát do zařízení, kde prochází absorpční kapalinou, která pohltí asi 80 procent oxidu uhličitého. Vzniklý roztok je připraven k dalšímu zpracování – 1) uložení do zásobníků, nebo 2) k výrobě kapalného uhlovodíkového paliva, které lze využít ve stávajících spalovacích motorech. Výrobě uhlovodíků z CO2 věří několik vizionářů, jedním z investorů Carbon Engeneering, je mimo specializovaných fondů, např. Bill Gates. Automobilka Audi v dubnu 2015, ve spolupráci s firmami sunfire GmbH a Climeworks Deutschland GmbH, vyrobila první syntetickou naftu z CO2, tzv. e-dieselu.
V červnu 2017 uvedla švýcarská dceřiná společnost firmy Climeworks Deutschland do komerčního provozu zařízení na zachytávání CO2. Zařízení se nachází nedaleko Curychu a ročně dokáže zachytit 900 tun CO2 přímo z atmosféry. Zakladatelé společnosti Christoph Gebald a Jan Wurzbacher realizovali tento projekt za devět let od prvního nápadu. Technologie je umístěna na střeše zařízení na energetické využití odpadu (ZEVO) v oblasti Hinwil. Zařízení ZEVO je zdroj tepelné a elektrické energie pro společnost Climeworks Deutschland. Zachycený CO2 je potrubím veden do nedalekých skleníků, kde je pěstována zelenina. Díky nastavenému dávkování oxidu uhličitého dochází k zvýšení výnosů pěstovaných plodin až o 20 %. Podle autorů konceptu je možné zachycený CO2 využít také v dalších odvětvích jako např. v potravinářském průmyslu, kde může být využit k tvorbě ochranné atmosféry nebo jako konzervant, nebo v energetice, pro výrobu E-paliv (E-gas, E-benzin, nebo synteticky vyráběná nafta E-diesel). Zachycený oxid uhličitý může být také ukládán do podzemních úložišť, kde je dlouhodobě skladován.

## Toxikologické hledisko pro živé organismy
Kognitivní funkce člověka se snižují se zvyšující koncentrací oxidu uhličitého ve vzduchu (například špatnou ventilací). Koncentrace do 1000 ppm se považuje za dobrou. V ČR je uvnitř budov limit 1500 ppm. V kabině auta však dosahují koncentrace i několik tisíc ppm.
Koncentrace nad 5000 ppm (tj. 0,5 %) způsobují nepříjemný pocit a bolesti hlavy a koncentrace nad 5 % tlumí centrální nervovou soustavu a dýchací centrum. Při 20 % se člověk náhle zhroutí a nastává smrt.
Nebezpečí hrozí například v silážních či kanalizačních prostorech.